# Il destino nella culla
Il destino nella culla (Switched at Birth) è una miniserie televisiva in due puntate del 1991 basata sulla storia vera di Kimberly Mays e Arlena Twigg, due bambine scambiate poco dopo la nascita in un ospedale della Florida nel 1978.

## Trama
Arlena Twigg e Kimberly Mays nascono nel novembre 1978 in un ospedale della Florida. Arlena ha una grave malformazione cardiaca e deve passare da un ospedale all'altro. Alcuni anni dopo si scopre che il gruppo sangugno di Arlena cnon combacia con i familiari. Arlena muore nel 1988 a seguito di complicazioni. Regina Twigg, dopo aver saputo che Arlena non era la bambina che aveva messo al mondo, si mette alla ricerca della figlia naturale.

## Fatti
Hardee Memorial Hospital, Wauchula, Florida, 29 novembre 1978. Barbara Coker, coniugata con Robert Mays da alla luce una bambina. La chiamano Kimberly Michelle. Alcuni giorni dopo, il 2 dicembre Regina Twigg, residente a Sebring, sposata con Ernest e già madre di cinque figli, mette al mondo una bambina, che viene chiamata Arlena Michelle. In questo periodo le due coppie non si conoscono.
Mentre Arlena nasce sana. Kimberly nasce con una grave malformazione cardiaca, il cuore univentricolare, che porta a una durata dell'aspettativa della vita molto bassa. Tra il 2 e il 4 dicembre le due bambine vengono scambiate: Arlena viene data ai coniugi Mays, Kimberly alla famiglia Twigg. Da allora le due bambine si scambiano le identità, Kimberly diventa Arlena e, viceversa, Arlena diventa Kimberly.
I problemi di Arlena iniziano subito. Dopo pochi giorni di vita, sotto il consiglio del dottor Ernest Palmer, i coniugi Twigg portano Arlena al National Children's Cardiac Hospital di Miami e al Orlando's Medical Center. Alla bambina viene eseguita una settostomia atriale con palloncino per allargare uno dei casi sanguigni. Già in quel momento la bambina rischia la vita. Successivamente i Twigg iniziano gli sforzi per tenerla in vita più a lungo possibile.
Per nove anni Arlena e Kimberly crescono nelle rispettive famiglie, Kimberly come figlia unica e Arlena con sette fratelli. 
Barbara Mays muore il 18 marzo 1981 per un cancro alle ovaie quando Kimberly non aveva ancora 3 anni. Sei mesi dopo il lutto Robert Mays si sposò con Cindy Tuner, un'addetta alla reception dell'ospedale dove morì Barbara. Fino all'età di sei anni Kimberly credeva che Cindy fosse la sua vera madre. Poi Robert parla alla bambina di Barbara. Robert e Cindy restano sposati per sette anni. Nel 1990 Robert si sposa per una terza volta, con Darlena Mays.
Arlena viene descritta dai suoi familiari come una bambina dolce che amava disegnare e giocare con le bambole. Era tuttavia frustrata a non fare le normali attività come gli altri bambini. Il 1 maggio 1988 al Deborah Heart and Lung Center di Browns Mills, in New Jersey, si scopre che il gruppo sanguigno di Arlena è B, mentre quello della famiglia Twigg è 0. Due mesi dopo vengono fatti ulteriori analisi al laboratorio di immunogenetica del Johns Hopkins Medical Institutions, che rivelano la non parentela tra la bambina e i Twigg. Per la famiglia è uno schock tremendo. Arlena muore il 28 agosto 1988 al Deborah Heart and Lung Center a seguito di complicazioni dopo l'intervento al cuore avvenuto sei giorni prima.
Dopo la morte della piccola Arlena, i coniugi Ernest e Regina iniziarono le ricerche della figlia biologica. In poche settimane individuarono Kimberly Mays, poiché fu l'unica bambina bianca a nascere in quei giorni all'Hardee Memorial.
Negli ultimi mesi del 1988 la storia dello scambio diviene di dominio pubblico. Inizialmente Bob Mays rifiuta di fare il test genetico su Kimberly, però in un secondo momento acconsente. Nel frattempo fa un discorso alla bambina nel quale le dice che potrebbe non essere la sua figlia biologica.
Inizia così la battaglia legale per l'affidamento di Kimberly. Nel 1989 si arriva all'intesa che la famiglia Twigg ha il diritto di vedere Kimberly. Kimberly fa cinque visite alla famiglia Twigg, che vengono videoregistrate. Nell'ottobre 1990 Bob May decide di tagliare le visite e i Twigg citano in giudizio Bob Mays per ottenere la custodia della ragazzina. Nel 1993 il tribunale di Wauchula concede il diritto a Kimberly di tagliare i legami con la famiglia biologica.
Nel novembre 1993, Patsy Webb, all'epoca aiuto infermiera all'Hardee Memorial, esce allo scoperto sostenendo che il Dottor Ernest Palmer le disse di scambiare, sotto minaccia di perdere il lavoro, i braccialetti identificativi delle bambine.
Nel 1994 Kimberly ritorna dai Twigg per un paio di anni. A diciotto anni se ne va nuovamente e si sposa per la prima volta ed ha un primo figlio. Divorzia poi dal primo marito e si risposa ed ha altri cinque figli. Robert Mays muore nel 2012.